# Оскалуса (Айова)
Оскалуса (англ. Oskaloosa) — місто (англ. city) в США, в окрузі Махаска штату Айова. Населення — 11 558 осіб (2020).

## Географія
Оскалуса розташована за координатами 41°17′26″ пн. ш. 92°38′19″ зх. д. / 41.29056° пн. ш. 92.63861° зх. д. (41.290438, -92.638499).  За даними Бюро перепису населення США в 2010 році місто мало площу 19,28 км², з яких 19,24 км² — суходіл та 0,04 км² — водойми. В 2017 році площа становила 20,82 км², з яких 20,78 км² — суходіл та 0,04 км² — водойми.

## Демографія
Згідно з переписом 2010 року, у місті мешкали 11 463 особи в 4715 домогосподарствах у складі 2842 родин. Густота населення становила 595 осіб/км².  Було 5144 помешкання (267/км²).
Расовий склад населення:
| - 93,3 % — білих - 2,0 % — чорних або афроамериканців - 1,7 % — азіатів - 0,3 % — корінних американців |

До двох чи більше рас належало 1,8 %. Частка іспаномовних становила 2,4 % від усіх жителів.
За віковим діапазоном населення розподілялося таким чином: 23,4 % — особи молодші 18 років, 59,5 % — особи у віці 18—64 років, 17,1 % — особи у віці 65 років та старші. Медіана віку мешканця становила 35,8 року. На 100 осіб жіночої статі у місті припадало 95,4 чоловіків;  на 100 жінок у віці від 18 років та старших — 91,5 чоловіків також старших 18 років.
Середній дохід на одне домашнє господарство  становив 52 984 долари США (медіана — 40 016), а середній дохід на одну сім'ю — 62 575 доларів (медіана — 52 773). Медіана доходів становила 45 814 долари для чоловіків та 36 458 доларів для жінок. За межею бідності перебувало 20,1 % осіб, у тому числі 27,1 % дітей у віці до 18 років та 14,7 % осіб у віці 65 років та старших.
Цивільне працевлаштоване населення становило 5651 осіб. Основні галузі зайнятості: освіта, охорона здоров'я та соціальна допомога — 26,1 %, виробництво — 24,7 %, роздрібна торгівля — 14,2 %, фінанси, страхування та нерухомість — 6,6 %.

## Персоналії
- Честер Конклін (1886-1971) — американський актор.